# Sonja Kireta
Sonja Kireta (Zagabria, 21 ottobre 1976) è un'ex cestista croata.
Alta 198 cm, giocava come centro.

## Carriera
Nel 2013 lascia Parma per andare al Tarsus Belediyesi.
Con la Croazia ha disputato tre edizioni dei Campionati europei (1995, 1999, 2007).